# Fontaine-le-Sec
Fontaine-le-Sec é uma comuna francesa na região administrativa de Altos da França, no departamento de Somme. Estende-se por uma área de 7,44 km². Em 2010 a comuna tinha 154 habitantes (densidade: 20,7 hab./km²).